# Spitzenqualität (Lebensmittelrecht)
Der Begriff Spitzenqualität wird im Lebensmittelrecht unter anderem zur Kennzeichnung von Fleisch verwendet.

## Definition im Deutschen Lebensmittelbuch
„Fleischerzeugnisse mit hervorhebenden Hinweisen wie Spitzenqualität […] unterscheiden sich von den unter der betreffenden Bezeichnung des Lebensmittels sonst üblichen Fleischerzeugnissen, abgesehen von hohem Genusswert, durch besondere Auswahl des Ausgangsmaterials, keine Verarbeitung von Separatorenfleisch oder manuell oder auf andere Art vom Knochen gewonnenem Restfleisch sowie insbesondere durch höhere Anteile an Skelettmuskulatur.“

## Kriterien
Der „hohe Genusswert“ ist subjektiv und dadurch schwer mess- und nachweisbar.
Die „besondere Auswahl des Ausgangsmaterials“ lässt offen, was genau das „besondere“ bedeutet.
Das Verbot der Verarbeitung von Separatorenfleisch und Restfleisch ist das erste objektiv nachprüfbare Kriterium dieser Liste.
Die „höheren Anteile an Skelettmuskulatur“ sind in der Definition noch weitergehend geregelt. In einigen Fällen muss der absolute Anteil um 10 % höher sein (also zum Beispiel 13,2 % statt der sonst üblichen 12 %), in anderen Fällen muss der prozentuale Anteil um 10 Prozentpunkte höher sein (also zum Beispiel 75 % statt der sonst üblichen 65 %).